# Thiberge de Forez
Thiberge de Forez (? - † après avril 1012/13), ou Théodeberge, est une comtesse de Forez.
Deux hypothèses existent quant à son origine familiale :
- Elle aurait pu être la fille de Géraud de Limoges[3] ;
- Elle pourrait être la fille ou la nièce de Charles-Constantin de Vienne[4],[5],[6].

## Premier mariage
Elle épouse avant 988 Artaud II de Forez,, et lui donne trois enfants :
- Artaud III, qui assassine Pons de Gévaudan vers 1015[9],[10] ;
- Géraud Ier, qui devient comte de Forez et de Lyon après la mort de Pons de Gévaudan[11] ;
- Rothilde[12].

## Deuxième mariage
Après la mort d'Artaud, elle épouse Pons de Gévaudan (v. 1010), qui apparaît alors dans les sources paré du titre de "gardien de la patrie de Forez". Partie prenante pour les Angevins dans le conflit les opposant aux comtes de Poitiers, il répudie Thiberge afin de contracter un mariage stratégique avec Légarde de Rodez (v. 1012),.
Artaud vengera sa mère en assassinant Pons (vers 1016-1018), qui était alors à double titre son beau-père, avant d'être vraisemblablement victime à son tour de représailles.
Son deuxième fils, Géraud, se retrouve alors seul titulaire du titre de comte de Lyon et de Forez.